# Kim Woo-jae
Kim Woo-jae (* 25. November 1979 in Seoul) ist ein ehemaliger südkoreanischer Eishockeyspieler, der den Großteil seiner Karriere bei Anyang Halla in der Asia League Ice Hockey unter Vertrag stand und seit 2012 dort Co-Trainer ist.

## Karriere
Kim Woo-jae begann seine Karriere als Eishockeyspieler in der Mannschaft der Yonsei-Universität, für die er von 1998 bis 2002 aktiv war. Anschließend unterschrieb der Verteidiger bei Anyang Halla in der südkoreanischen Eishockeyliga, mit dem er ab der Saison 2003/04 in der neu gegründeten Asia League Ice Hockey antrat. Die Saison 2006/07 verbrachte der südkoreanische Nationalspieler bei Jokipojat Joensuu in der Mestis, der zweiten finnischen Spielklasse. Für das Team gab er in 45 Spielen zwei Vorlagen. Anschließend kehrte er zu Anyang Halla zurück, wo er 2007 Mannschaftskapitän wurde und mit dem er in der Saison 2009/10 erstmals Asia-League-Meister wurde. In der Saison 2010/11, welche aufgrund des Tōhoku-Erdbebens vorzeitig beendet wurde, gewann er mit seiner Mannschaft erneut den Meistertitel der Asia League Ice Hockey. 2013 beendete er sein Profikarriere und schloss sich den Titans aus der Korean Ice Hockey League an, für die er allerdings lediglich einmal auflief. Als er bereits Co-Trainer von Anyang Halla war, schnürte er in der Serie 2014/15 noch fünfmal die Hockeystiefel für seinen langjährigen Klub, bevor er seine Karriere endgültig beendete.

### International
Für Südkorea nahm Kim Woo-jae an den C-Weltmeisterschaften 1999, 2000 und nach der Umstellung auf das heutige Divisionensystem an den Weltmeisterschaften der Division II 2003, 2005, 2007 und 2009 sowie den Weltmeisterschaften der Division I 2002, 2008, 2010 und 2011 teil. 2010 und 2011 war er Mannschaftskapitän der Ostasiaten. Bei den Winter-Asienspielen 2011 gewann er mit Südkorea die Bronzemedaille.

### Trainerlaufbahn
Bereits gegen Ende seiner aktiven Karriere wurde Kim 2012 Co-Trainer bei Anyang Halla, eine Funktion, die er bis heute einnimmt. Zudem war er bei den Weltmeisterschaften 2015 und 2016 Assistenztrainer der südkoreanischen Nationalmannschaft.

## Erfolge und Auszeichnungen
- 2010 Asia League Ice Hockey-Meister mit Anyang Halla
- 2011 Asia League Ice Hockey-Meister mit Anyang Halla
- 2016 Asia League Ice Hockey-Meister mit Anyang Halla (als Co-Trainer)

### International
- 2003 Aufstieg in die Division I bei der Weltmeisterschaft der Division II, Gruppe A
- 2007 Aufstieg in die Division I bei der Weltmeisterschaft der Division II, Gruppe B
- 2009 Aufstieg in die Division I bei der Weltmeisterschaft der Division II, Gruppe B
- 2011 Bronzemedaille bei den Winter-Asienspielen
- 2015 Aufstieg in die Division I, Gruppe A, bei der Weltmeisterschaft der Division I, Gruppe B (als Co-Trainer)

## Asia-League-Statistik
(Stand: Ende der Saison 2014/15)